# Квичала, Матей
Матей Квичала (чеш. Matěj Kvíčala; род. 6 мая 1989, Яблонец-над-Нисоу, Северочешский край) — чешский саночник, выступающий за сборную Чехии с 2003 года. Участник зимних Олимпийских игр в Ванкувере, многократный призёр национального первенства.

## Биография
Матей Квичала родился 6 мая 1989 года в городе Яблонец-над-Нисоу, Либерецкий край. Активно заниматься санным спортом начал в возрасте десяти лет, в 2003 году прошёл отбор в национальную сборную и стал ездить выступать на различные международные соревнования. Первое время попадал только на молодёжные турниры, но в сезоне 2009/10 впервые пробился в основной состав команды и дебютировал на этапах взрослого Кубка мира, заняв в общем зачёте девятнадцатое место. Благодаря череде удачных выступлений удостоился права защищать честь страны на зимних Олимпийских играх в Ванкувере, где в паре с Любошом Жирой показал восемнадцатый результат. Сезон окончил пятнадцатым местом на европейском первенстве в латвийской Сигулде.
Поскольку Жира вскоре ушёл из санного спорта, и новым партнёром Квичалы стал Яромир Кудера, результаты значительно ухудшились и карьера спортсмена несколько пошла на спад. Так, в сезоне 2010/11 после завершения всех кубковых этапов чешский дуэт разместился в мировом рейтинге сильнейших саночников лишь на двадцать третьей строке, ещё через год — на двадцать пятой. В 2012 году Матей Квичала ездил соревноваться на чемпионат мира в немецком Альтенберге, где занял двадцать третье место мужской парной программы. Ныне живёт и тренируется в городе Смрзовка, увлекается компьютерами.